# 瓦町通
瓦町通（かわらまちどおり）は、愛知県豊橋市の地名。現行行政地名は瓦町通1丁目から2丁目。

## 地理
豊橋市中央部に位置する。東は瓦町・大井町・伝馬町、西は南瓦町、北は老松町・東新町に接する。

## 歴史

### 人口の変遷
国勢調査による人口および世帯数の推移。
| 1995年（平成7年）  | 204世帯 630人 |  |
| 2000年（平成12年） | 202世帯 562人 |  |
| 2005年（平成17年） | 207世帯 570人 |  |
| 2010年（平成22年） | 183世帯 492人 |  |
| 2015年（平成27年） | 188世帯 471人 |  |

### 沿革
- 1964年（昭和39年）4月7日 - 瓦町・老松町・大井町の各一部より、瓦町通が成立[2]。

## 交通
- 国道1号[1]
- 愛知県道502号豊橋環状線[1]

## 施設
- 豊橋児童相談所[1]
- 豊橋瓦町郵便局[1]
- 不動院幼稚園[1]
- 不動院[1]
- 臨済宗妙心寺派寿泉寺[1]

### WEB
1. ↑  “愛知県豊橋市の町丁・字一覧”.   人口統計ラボ. 2023年4月13日閲覧。
2. ↑  総務省統計局 (2017年1月27日). “平成27年国勢調査の調査結果(e-Stat) - 男女別人口及び世帯数 －町丁・字等” (CSV). 2021年7月21日閲覧。
3. ↑  “愛知県豊橋市の郵便番号一覧”.   日本郵便. 2023年4月13日閲覧。
4. ↑  “市外局番の一覧” (PDF).   総務省 (2022年3月1日). 2022年3月22日閲覧。
5. ↑  総務省統計局 (2014年3月28日). “平成7年国勢調査の調査結果(e-Stat) - 男女別人口及び世帯数 －町丁・字等” (CSV). 2021年7月20日閲覧。
6. ↑  総務省統計局 (2014年5月30日). “平成12年国勢調査の調査結果(e-Stat) - 男女別人口及び世帯数 －町丁・字等” (CSV). 2021年7月20日閲覧。
7. ↑  総務省統計局 (2014年6月27日). “平成17年国勢調査の調査結果(e-Stat) - 男女別人口及び世帯数 －町丁・字等” (CSV). 2021年7月21日閲覧。
8. ↑  総務省統計局 (2012年1月20日). “平成22年国勢調査の調査結果(e-Stat) - 男女別人口及び世帯数 －町丁・字等” (CSV). 2021年7月21日閲覧。
9. ↑  総務省統計局 (2017年1月27日). “平成27年国勢調査の調査結果(e-Stat) - 男女別人口及び世帯数 －町丁・字等” (CSV). 2021年7月21日閲覧。

### 書籍
1. 1 2 3 4 5 6 7 8 9  「角川日本地名大辞典」編纂委員会 1989, p. 1786.
2. ↑  吉川利明 1976, p. 58.